# 村橋ステムのポッドキャスト(仮)
『村橋ステムのポッドキャスト（仮）』（むらはしすてむのぽっどきゃすと(かり)）は、村橋ステムがパーソナリティを務めるラジオ番組。毎週月曜日にYouTubeで更新中。第25回（2017年8月7日配信）まではiTunes(seesaaブログ)にて配信していたが、第26回（2017年8月14日配信）からはYouTubeチャンネルに媒体を変え、以後毎週月曜日に配信中。

## 概要
フリーのピン芸人・村橋ステムが自主製作で配信しているラジオ番組。毎週日曜日、味園ビル2階・なんば白鯨でのバーテンダーを務めた後にそのままなんば白鯨にて録音している。
番組では1週間の活動を振り返るトークコーナーの後、リスナーからのメールを紹介。
2017年5月5日には番組初となる公開収録をライヴ喫茶亀にて開催した。
2017年10月からはシーチキン佐野との合同主催で長年続き佐野の東京進出により終了した「ネオ姫殿」の後継月例ライブである「千日前無名の会」をなんば白鯨にて開催し、このライブの中で公開収録を開催。公開収録ではライブのゲストがそのまま登場する。

## パーソナリティ
- 村橋ステム

## コーナー
現在募集中のコーナー
- 「スーパーノーマルコーナー」…質問、近況、ライブの感想などを送るコーナー。
- 「芸能人専用メールボックス」…リスナーが芸能人になりきったおたよりを送るコーナー。
- 「あいつもたけし軍団」…いろんな人にたけし軍団風の芸名を付けるコーナー。
- 「Dear すり身」…常連リスナー・すり身さんに質問を募集するコーナー。

## ゲスト
ゲストはすべて公開収録回に出演。
- 第11回…嶋仲拓巳（ヤング）
- 第35回…シーチキン佐野、金属バット、へべれけ[1]
- 第40回…もみちゃんズ、帝国チーズグラタン
- 第45回…ハクション中西、地獄の遺伝子
- 第48回…ぶるぼん
- 第51回…はやしさん、キャタピラーズ
- 第57回…佐藤博昭（ひこーき雲）、ボーカル
- 第60回…ガルシア
- 第67回…ポピー藤原、なにわプラッチック
- 第76回…クラドメタケ
- 第82回…花鳥風月
- 第89回…ヤング、GOLF
- 第94回…シーチキン佐野、中山女子短期大学
- 第101回…竹下ポップ、斉藤紳士、運転代行EBARA
- 第107回…ジャーマンズ、ココアルバム
- 第112回…オダウエダ
- 第116回…パンドラ
- 第120回…もも、ねこ屋敷
- 第133回…マイスイートメモリーズ
- 第136回…鬼としみちゃむ